# مارگریت ویلیامز
مارگریت توماس ویلیامز (زادنام: مارگریت توماس; ۲۴ دسامبر ۱۸۹۵ – ۱۷ اوت ۱۹۹۱) یک زمین‌شناس آمریکایی بود. او اولین آفریقایی-آمریکایی بود که دکترای زمین‌شناسی در ایالات متحده را دریافت کرد و بخش عمده‌ای از حرفه خود را به تدریس جغرافیا و علوم اجتماعی اختصاص داد.
ویلیامز یکی از پیشگامان زمین‌شناسی بود که تأثیر فعالیت‌های انسانی و مدیریت چشم‌انداز بر فرآیندهای فرسایشی و خطرات سیلاب‌های طبیعی را شناسایی کرد.

## زندگی شخصی
مارگریت توماس کوچک‌ترین فرزند از شش فرزند هنری سی. و کلارا ای. توماس بود و در نزدیکی واشینگتن دی.سی. رشد کرد. علاقه توماس به طبیعت، زمین‌شناسی، و جغرافیا از دوران کودکی آغاز شد. پس از فارغ‌التحصیلی از دانشگاه کلمبیا، توماس با اوتیس جیمز ویلیامز، دندان‌پزشک، ازدواج کرد و نام خانوادگی او را برگزید.

## تحصیلات
مارگریت توماس در مدرسه‌ای به نام مدرسه نرمال برای دختران رنگین‌پوست تحصیل کرد که بعدها به کالج معلمان ماینر تغییر نام داد و اکنون به عنوان دانشگاه دیستریکت کلمبیا شناخته می‌شود.
او دوره دو ساله آموزش معلمان را در دانشگاه دیستریکت کلمبیا که قبلاً مدرسه نرمال برای دختران رنگین‌پوست نام داشت، در ژوئن ۱۹۱۶ با دریافت بورسیه به دانشگاه هاوارد به پایان رساند. کلی میلر از دانشگاه هاوارد سخنرانی فارغ‌التحصیلی را ارائه داد و آهنگی که توماس برای این مناسبت نوشته بود، اجرا شد.
او در سال ۱۹۲۳ مدرک لیسانس هنر را از دانشگاه هاوارد دریافت کرد و در این زمان تحت راهنمایی زیست‌شناس آفریقایی-آمریکایی ارنست اورت جاست قرار گرفت.
در این دوران، ارنست جاست به جای توماس، راجر آرلینر یانگ را برای موقعیت استادیار در دانشگاه هاوارد انتخاب کرد، علی‌رغم اینکه توماس برای این موقعیت از صلاحیت بیشتری برخوردار بود.
توماس مدرک کارشناسی ارشد خود در زمین‌شناسی را در سال ۱۹۳۰ از دانشگاه کلمبیا به پایان رساند.
در سال ۱۹۴۲، او پایان‌نامه دکترای خود را با عنوان تاریخ فرسایش در حوضه زهکشی رودخانه آناکاستیا در دانشگاه کاتولیک آمریکا در واشینگتن دی.سی. تکمیل کرد. این دستاورد او را به اولین آفریقایی-آمریکایی تبدیل کرد که دکترای زمین‌شناسی را در ایالات متحده دریافت کرد.
پایان‌نامه او بعدها توسط انتشارات دانشگاه کاتولیک آمریکا منتشر شد.

## پایان‌نامه
در پایان‌نامه خود، ویلیامز عوامل منجر به فرسایش مشاهده‌شده در رودخانه آناکاستیا را بررسی کرد. تحقیقات اندکی در رابطه با بررسی مناطق بالایی و پایینی رودخانه و رسوب‌گذاری حوضه صورت گرفته بود.
سیلاب بلدنزبورگ، مریلند باعث تشدید فرسایش شد و نیاز به تحقیق را ضروری کرد. ویلیامز نتیجه گرفت که علاوه بر فرسایش طبیعی، فعالیت‌های انسانی از جمله جنگل‌زدایی، کشاورزی و شهرنشینی، این فرایند را تسریع کرده‌اند.
در دوره انقلاب صنعتی، فراوانی درختان منبع سوخت آماده‌ای را فراهم کرد که منجر به جنگل‌زدایی گسترده در مناطق اطراف رودخانه آناکاستیا شد. به دلیل استقرار اروپایی‌ها و فرآیندهای کشاورزی که نیاز به جنگل‌زدایی گسترده داشت، فعالیت‌های انسانی به‌عنوان دلیل اصلی فرسایشی که در رودخانه آناکاستیا رخ داد، شناخته شد.
ارزیابی مارگریت در مورد نحوه‌ای که فعالیت‌های انسانی منجر به عقب‌نشینی‌های عمده محیط‌زیستی می‌شود، اهمیت او را در حوزه‌های زمین‌شناسی بیشتر نشان می‌دهد.
به همین دلیل، او به‌عنوان یکی از اولین دانشمندانی که تأثیرات انسان بر فرآیندهای طبیعی مشاهده‌شده در جهان را بررسی کرده‌اند، شناخته می‌شود.

## حرفه
در سال‌های ۱۹۴۶ و ۱۹۴۷، از میان ۱۱٬۰۰۰ دانشمند مشغول به کار در حوزه زمین‌شناسی، تنها ۳٪ زن بودند. به‌عنوان یک زن سیاه‌پوست، مارگریت ویلیامز با موانعی مواجه شد که برای سایر زنان منحصر به فرد بود. این موانع پس از ازدواج و رسیدن به چهل سالگی او افزایش یافت. زنانی که در این دسته‌بندی‌ها قرار داشتند، غالباً در سطح‌هایی پایین‌تر از آموزش یا مهارت‌های خود استخدام می‌شدند.
زنانی که به دنبال پیشرفت در علم بودند، با کمبود راهنمایی، تلاش برای کسب احترام و اعتبار از همتایان و مدیران، فشار مسئولیت‌های خانوادگی، تبعیض آشکار، و آزار و اذیت جنسی مواجه می‌شدند. زنان آفریقایی-آمریکایی که در برنامه‌های دکتری ثبت‌نام می‌کردند، نرخ بالایی از انزوا، کمبود راهنمایی و حمایت از سوی اعضای هیئت علمی، و فرصت‌های حرفه‌ای محدود داشتند.
در زمان کسب مدرک لیسانس، ویلیامز به‌عنوان معلم دبستان مشغول به کار بود. پس از پایان تحصیلاتش، او به دانشگاه دیستریکت کلمبیا بازگشت تا به عنوان استادیار جغرافیا تدریس کند و با گروه تئاتر مدرسه همکاری کند، جایی که دانش‌آموزان را از گروه‌های سنی و مقاطع مختلف متحد کرد تا احساس جمعی تعلق به آن‌ها را الهام ببخشد.
او به‌عنوان یک حامی به دنبال ترویج محیطی فراگیرتر بود و دانش‌آموزان سیاه‌پوست این مدرسه را تشویق به مشارکت بیشتر در فعالیت‌های جمعی کرد.
پس از کسب دکترای خود در سال ۱۹۴۲، او به عنوان استاد تمام در دانشگاه دیستریکت کلمبیا ارتقا یافت. برای دهه‌ای، از سال ۱۹۲۳ تا ۱۹۳۳، او رئیس بخش جغرافیا در دانشگاه دیستریکت کلمبیا بود.
پس از ارتقای ویلیامز به استاد تمام، او شروع به تدریس کلاس‌های شبانه در دانشگاه هاوارد کرد، در حالی که موقعیت خود را در دانشگاه دیستریکت کلمبیا حفظ می‌کرد.
ویلیامز بیشتر دوران حرفه‌ای خود را به تدریس دوره‌هایی در زمینه زمین‌شناسی و علوم اجتماعی اختصاص داد. او در سال ۱۹۵۵ بازنشسته شد.